# Суперкубок Грузії з футболу
Суперкубок Грузії (груз. საქართველოს სუპერთასი) — одноматчевий турнір, в якому зустрічаються чемпіон Грузії та володар Кубка країни. Вперше проведений 1996 року. 
Якщо обидва турніри виграє одна команда, то окрім неї у грі за Суперкубок Грузії бере участь фіналіст Кубка Грузії.

## Всі турніри
| Сезон   | Переможець         | Результат      | Фіналіст            |
| ------- | ------------------ | -------------- | ------------------- |
| 1996    | Динамо (Тбілісі)   | 4:0            | Динамо (Батумі)     |
| 1997    | Динамо (Тбілісі)   | 4:1            | Динамо (Батумі)     |
| 1998    | Динамо (Батумі)    | 2:1            | Динамо (Тбілісі)    |
| 1999    | Динамо (Тбілісі)   | 1:0            | Торпедо (Кутаїсі)   |
| 2000—04 | не проводили       | не проводили   | не проводили        |
| 2005    | Динамо (Тбілісі)   | 1:0            | Локомотив (Тбілісі) |
| 2006    | Амері (Тбілісі)    | 1:0            | Сіоні (Болнісі)     |
| 2007    | Амері (Тбілісі)    | 4:1            | Олімпі (Руставі)    |
| 2008    | Динамо (Тбілісі)   | 1:0            | Зестафоні           |
| 2009    | ВІТ Джорджія       | 2:1            | Динамо (Тбілісі)    |
| 2010    | «Олімпі» (Руставі) | 2:0            | ВІТ Джорджія        |
| 2011    | Зестафоні          | 3:1            | Гагра               |
| 2012    | Зестафоні          | 2:2 (пен. 4:2) | Діла (Горі)         |
| 2013    | Чихура             | 1:0            | Динамо (Тбілісі)    |
| 2014    | Динамо (Тбілісі)   | 1:0            | Чихура              |
| 2015    | Діла (Горі)        | 0:1            | Динамо (Тбілісі)    |
| 2017    | Самтредія          | 2:1            | Торпедо (Кутаїсі)   |
| 2018    | Торпедо (Кутаїсі)  | 2:1            | Чихура              |
| 2019    | Торпедо (Кутаїсі)  | 1:0            | Сабуртало           |
| 2020    | Сабуртало          | 1:0            | Динамо (Тбілісі)    |
| 2021    | Динамо (Тбілісі)   | 2:2 (пен. 5:4) | Гагра               |
| 2022    | Динамо (Батумі)    | 0:0 (пен. 7:6) | Сабуртало           |
| 2023    | Динамо (Тбілісі)   | 1:1 (пен. 4:3) | Динамо (Батумі)     |
| 2024    | Торпедо (Кутаїсі)  | 2:1            | Динамо (Тбілісі)    |
| 2025    | Діла               | 2:0            | Спаері              |

## Володарі суперкубка
| Клуб               | Переможець | Переможні роки                                       |
| ------------------ | ---------- | ---------------------------------------------------- |
| Динамо (Тбілісі)   | 9          | 1996, 1997, 1999, 2005, 2008, 2014, 2015, 2021, 2023 |
| Торпедо (Кутаїсі)  | 3          | 2018, 2019, 2024                                     |
| Зестафоні          | 2          | 2011, 2012                                           |
| Амері (Тбілісі)    | 2          | 2006, 2007                                           |
| Динамо (Батумі)    | 2          | 1998, 2022                                           |
| ВІТ Джорджія       | 1          | 2009                                                 |
| Металург (Руставі) | 1          | 2010                                                 |
| Чихура             | 1          | 2013                                                 |
| Самтредія          | 1          | 2017                                                 |
| Сабуртало          | 1          | 2020                                                 |
| Діла               | 1          | 2025                                                 |